# 미나미기리시마 신호장
미나미키리시마 신호장(일본어: 南霧島信号場)은 일본 가고시마현 기리시마시에 있는 규슈 여객철도 닛포 본선의 신호장이다.

## 구조
상하 방향 모두 미닫이 포인트로 되어 있어, 도쿠우라 신호장과 동일, 분기부의 근처에는 터널이 있다.

## 역사
- 1966년 10월 1일 : 일본국유철도가 개설.
- 1987년 4월 1일 : 민영화에 의해, 규슈 여객철도가 개설.

## 인접 정차역
| 닛포 본선                | 닛포 본선   | 닛포 본선                |
| ------------------------ | ----------- | ------------------------ |
| 기리시마진구 고쿠라 방면 | ■ 닛포 본선 | 고쿠부 가고시마추오 방면 |